# Ten Songs for Another World
Ten Songs for Another World – trzeci i ostatni album studyjny The World of Skin (pobocznego projektu Michaela Giry i Jarboe, liderów amerykańskiego zespołu Swans), wydany w 1990 przez Young God Records.
Pod względem muzycznym album Ten Songs for Another World różni się od poprzednich płyt projektu (wydanych pod nazwą Skin) i swoim bardziej rozbudowanym brzmieniem odzwierciedla raczej zmiany stylistyczne, jakie zaszły w zespole Swans w związku z wydaniem albumu The Burning World. Autorami większości utworów na płycie są Michael Gira i Jarboe (szczegółowe informacje podane zostały poniżej).

## Lista utworów
Wersja LP / CD:
| Nr  | Tytuł utworu                       | Długość |
| --- | ---------------------------------- | ------- |
| 1.  | „Please Remember Me”               | 5:07    |
| 2.  | „Drink to Me Only with Thine Eyes” | 1:59    |
| 3.  | „The Child's Right”                | 3:33    |
| 4.  | „Everything for Maria”             | 5:01    |
| 5.  | „I'll Go There, Take Me Home”      | 3:56    |
| 6.  | „Black Eyed Dog”                   | 4:01    |
| 7.  | „A Parasite and Other Memories”    | 3:01    |
| 8.  | „Dream Dream”                      | 5:36    |
| 9.  | „You'll Never Forget”              | 3:29    |
| 10. | „Mystery of Faith”                 | 6:33    |
|     |                                    | 42:16   |

- „Drink to Me Only with Thine Eyes” jest wersją tradycyjnego utworu angielskiego z tekstem poety i dramatopisarza Bena Jonsona,
- „Black Eyed Dog” jest wersją utworu z 1974 (autor: Nick Drake).

## Twórcy
- Jarboe – śpiew, fortepian, instrumenty klawiszowe, autorka utworów: 4, 8, 10
- Michael Gira – śpiew, gitara akustyczna, instrumenty klawiszowe, taśmy, sample, programowanie basu i perkusji, produkcja, autor utworów: 1, 3, 5, 7, 9

Udział gościnny:
- Clinton Steele – gitara elektryczna i gitara akustyczna w utworach: 1, 3, 4, 5, 6, 9
- Steve McAllister – programowanie basu i perkusji
- Andrea Pennisi – instrumenty perkusyjne w „The Child's Right”
- Tony Maimone – gitara basowa w „Everything for Maria”
- Roli Mosimann – programowanie perkusji w „Everything for Maria”
- Hans J. Blatter – narracja w „Mystery of Faith”

## Reedycje
Niektóre utwory z płyty weszły w skład kompilacji Various Failures z 1999 oraz reedycji White Light from the Mouth of Infinity / Love of Life (Deluxe Edition) z 2015.